# (6588) 1985 RC4
(6588) 1985 RC4 es un asteroide perteneciente al cinturón de asteroides, región del sistema solar que se encuentra entre las órbitas de Marte y Júpiter descubierto el 10 de septiembre de 1985 por Henri Debehogne desde el Observatorio de La Silla, Chile.

## Designación y nombre
Designado provisionalmente como 1985 RC4. 

## Características orbitales
1985 RC4 está situado a una distancia media del Sol de 2,900 ua, pudiendo alejarse hasta 3,089 ua y acercarse hasta 2,710 ua. Su excentricidad es 0,065 y la inclinación orbital 2,780 grados. Emplea 1803,78 días en completar una órbita alrededor del Sol.
Pertenece a la familia de asteroides de (158) Koronis.

## Características físicas
La magnitud absoluta de 1985 RC4 es 12,80. Tiene 9,141 km de diámetro y su albedo se estima en 0,193. 